# Brodnianka
Brodnianka je přírodní rezervace v katastrálních územích obce Snežnica v okrese Kysucké Nové Mesto a Brodno u Žiliny v Žilinském kraji. Území bylo vyhlášeno v roce 1972 a jeho rozloha je 25,94 hektaru. Předmětem ochrany je lesní komplex na vápencích a vápnitých břidlicích. V porostech převládají bučinami. Na severních svazích se vyskytují smrk (Picea) s jedlí (Abies), na jižních se objevuje habr (Carpinus) a ojediněle dub zimní (Quercus petraea). Na sutích rostou také javory (Acer), jilm horský (Ulmus glabra) a jasan (Fraxinus).